# Nepenthes holdenii
Nepenthes holdenii är en tvåhjärtbladig växtart som beskrevs av François Sockhom Mey. Nepenthes holdenii ingår i släktet Nepenthes och familjen Nepenthaceae. Inga underarter finns listade i Catalogue of Life.

## Bildgalleri

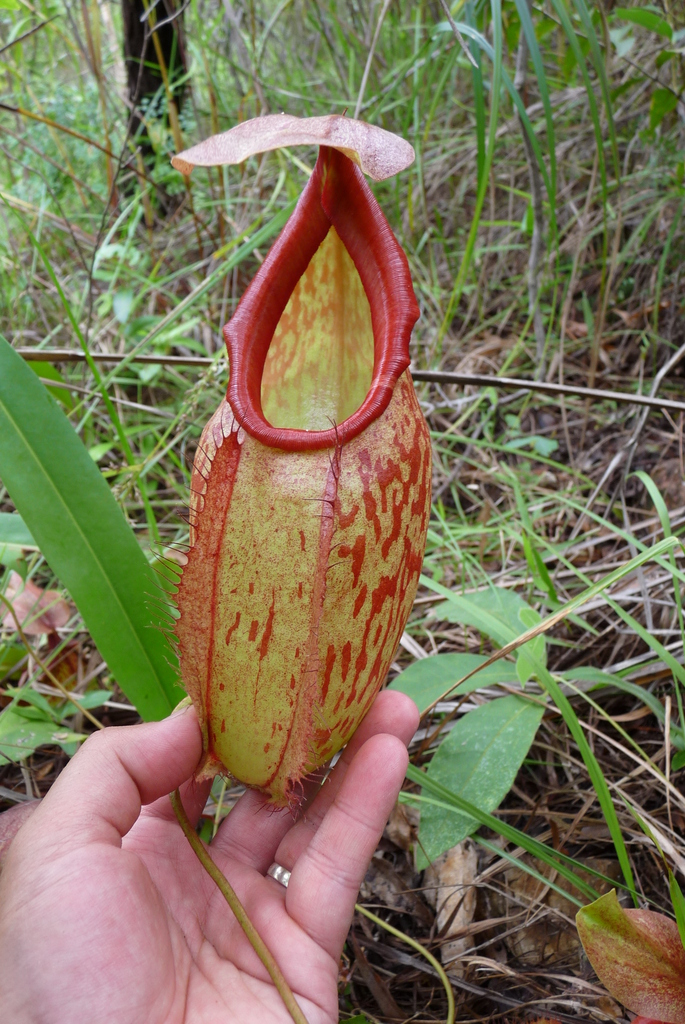
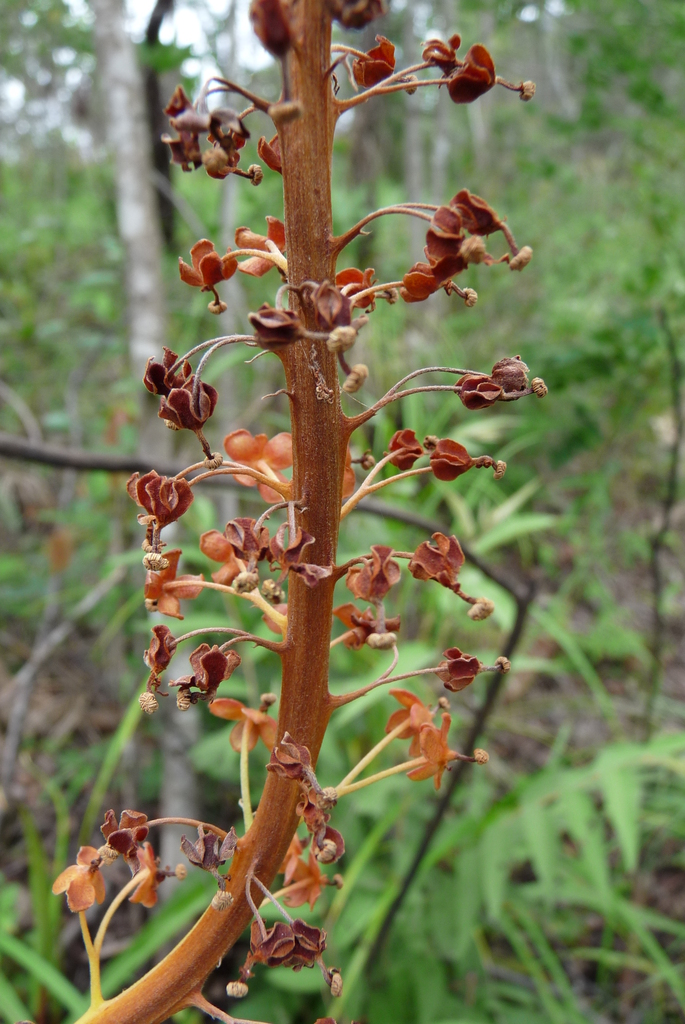
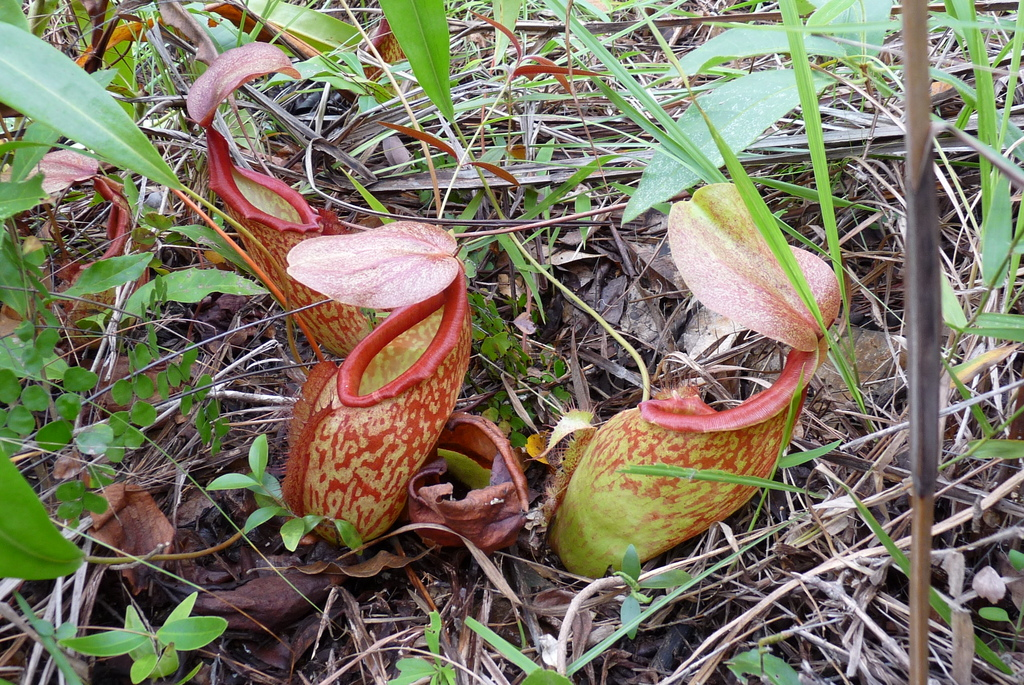
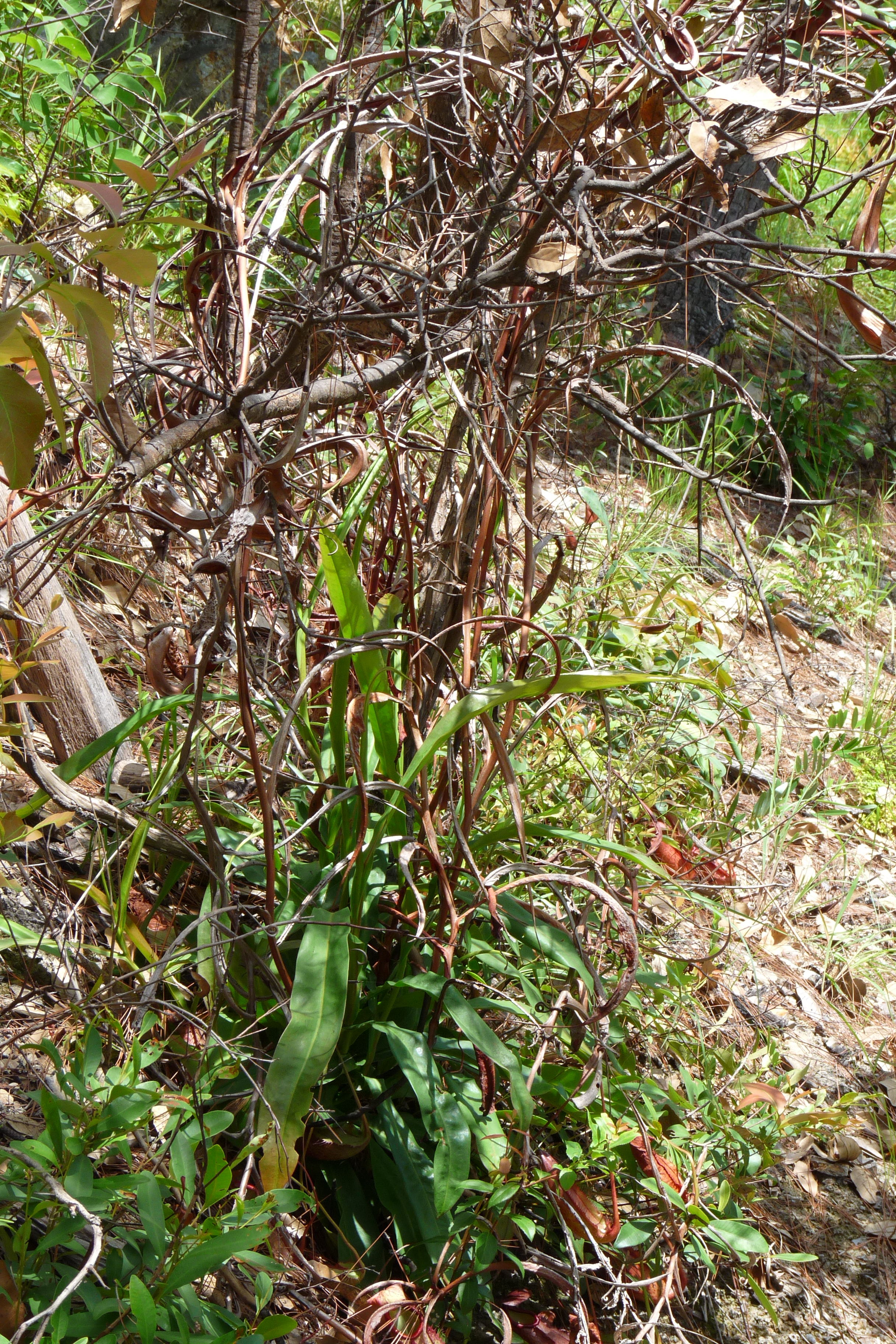
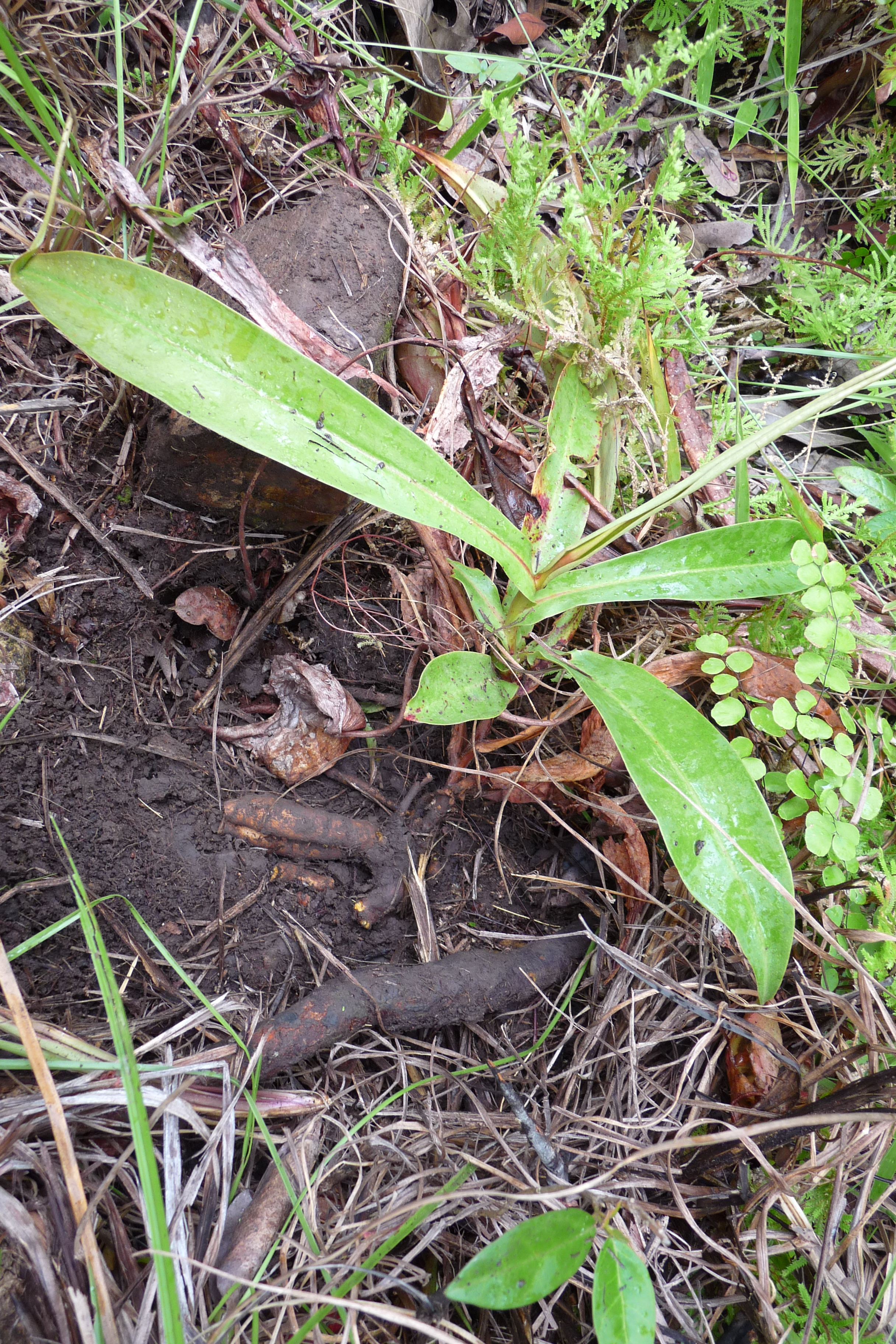
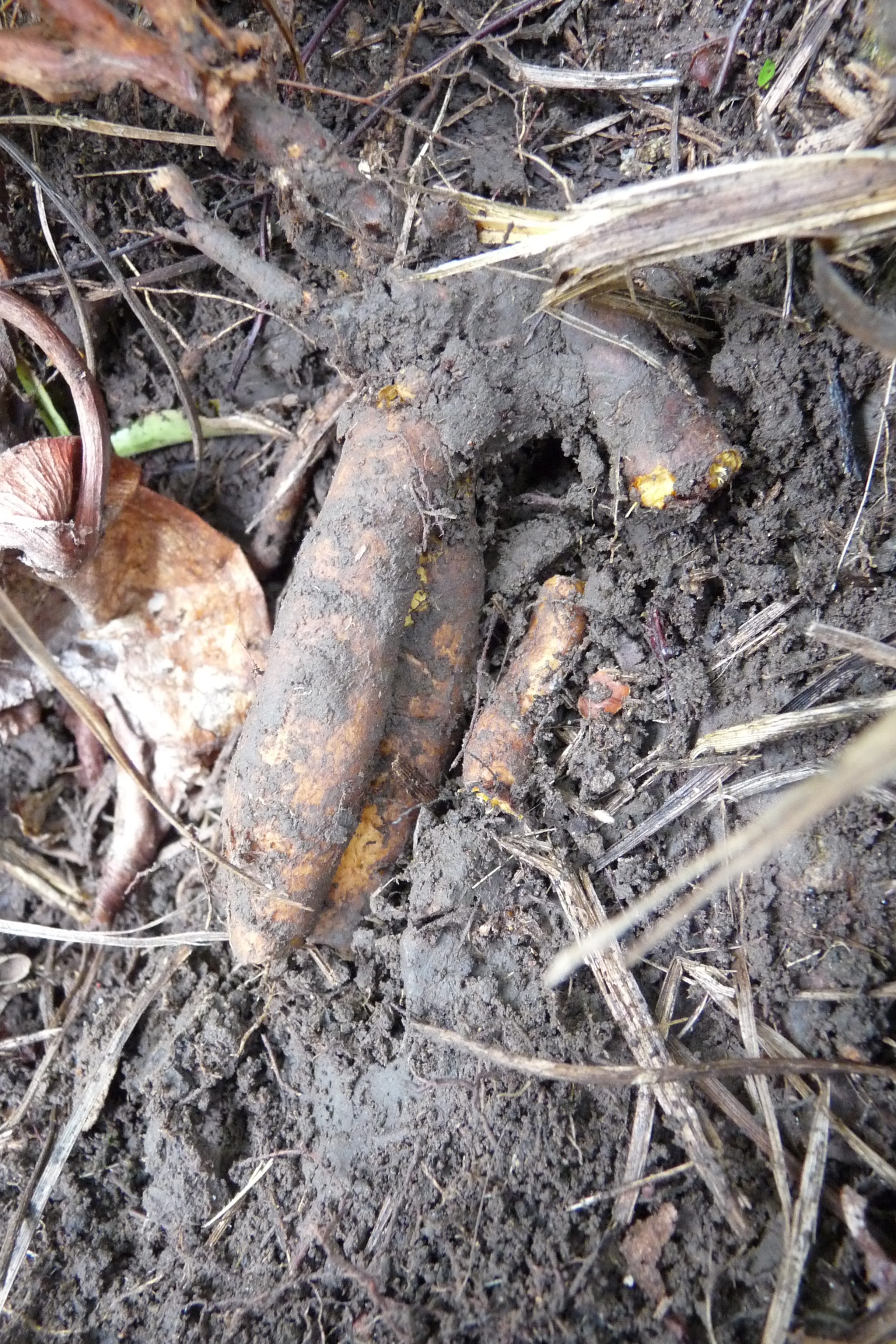